# Nieznośna lekkość bytu
Nieznośna lekkość bytu (cz. Nesnesitelná lehkost bytí, fr. L'Insoutenable Légèreté de l'être) – powieść czeskiego pisarza Milana Kundery z 1982, wydana w tłumaczeniu na język francuski w 1984 we Francji i w 1985 w Kanadzie. Pierwsze wydanie w języku czeskim było także w 1985 w Kanadzie (w emigracyjnym wydawnictwie '68 Publishers). W tym samym roku ukazało się pierwsze polskie wydanie, w przekładzie Agnieszki Holland. W Czechach książka została wydana w 2006.
Kundera uważa, że egzystencja pozbawiona głębszych emocji jest pozbawiona sensu, życie codzienne, codzienne sprawy są lekkie, mimo to nie przynoszą satysfakcji. Przyjemności życia, powtarzalność, przewidywalność powodują w człowieku dyskomfort. Każdy z nas ma tylko jedno życie do przeżycia, a to życie właściwie niezauważenie przelatuje przez palce: Einmal ist Keinmal („raz to tyle, co nic”). Jednocześnie, każde życie jest nieznaczące; pojedyncze decyzje nie mają znaczenia. Są lekkie, ponieważ nie są w stanie, w pojedynkę, pociągnąć nas w dół. Ten brak znaczenia, ta lekkość staje się przez to nie do zniesienia.
Książka porusza problemy: lekkości i ciężaru, ciała i duszy, miłości i seksu.

## Opis fabuły
Książka ta opowiada o zmaganiach czeskich intelektualistów z trudnościami dnia codziennego w Pradze po praskiej wiośnie w 1968. Głównym bohaterem jest Tomasz, chirurg, prowadzący niezwykle bogate życie erotyczne. Pewnego dnia los stawia na jego drodze Teresę – miłość jego życia. Tomasz nie rezygnuje jednak z licznego grona kochanek, gdyż według niego miłość i seks to dwie odrębne sprawy. Wkrótce po inwazji wojsk Układu Warszawskiego na Czechosłowację w 1968 Tomasz wraz z Teresą wyjeżdżają do Szwajcarii. Nie zabawili tutaj długo, bo Teresa nie wytrzymuje ciągłego romansu Tomasza z przebywającą na emigracji malarką Sabiną. W kilka dni później do Pragi powraca Tomasz.
Komunistyczne represje sprawiają, że Tomasz zostaje zdegradowany do roli lekarza w przychodni. Ponieważ nie zgodził się odwołać swojego artykułu krytykującego komunistów, musi porzucić praktykę i zaczyna pracę przy myciu okien. Dzięki temu zajęciu może „mieć jeden, a czasem nawet dwa stosunki dziennie”. Pracująca w barze Teresa początkowo znosi to bez słowa, ale na pytanie Tomasza, co ją tak gnębi, odpowiada, że zapach kobiecego krocza w jego włosach. Tomasz i Teresa przeprowadzają się na wieś, gdzie pracują w miejscowej spółdzielni. Tomasz zdaje sobie sprawę z tego, jak ważna stała się dla niego Teresa i stwierdza, że nie mógłby już żyć u boku innej kobiety na stałe i mimo tego, iż Teresę poznał przez przypadek, to odcisnęła ona na nim swe piętno. Oboje giną w wypadku samochodowym.
Równocześnie toczy się historia Sabiny, która swe życie opiera na ciągłej zdradzie, i jej kochanka Franza. Franz, intelektualista, decyduje się pewnego dnia ujawnić żonie swój romans i wyprowadzić się do Sabiny. Tego samego dnia Sabina porzuca go. Franz wiąże się ze studentką. Umiera na skutek pobicia. Sabina przeprowadza się do Stanów Zjednoczonych. W obawie przed pochówkiem w amerykańskiej ziemi pragnie być po śmierci skremowana, a jej prochy mają być rozrzucone.

## Film
Powieść została zekranizowana w 1988 przez Philipa Kaufmana. Główne role zagrali Daniel Day-Lewis i Juliette Binoche.